# Бозеруп, Эстер
Эстер Бозеруп (Босеруп, дат. Ester Boserup; 18 мая 1910 — 24 сентября 1999) — датский экономист, специалист в области экономического и сельскохозяйственного развития. Долгое время работала в ООН. Иностранный член Национальной академии наук США (1989). Наиболее известная работа — The Conditions of Agricultural Growth (1965).

## Биография
Была единственной дочерью инженера. Её отец умер от диабета, когда ей было два года. В 1935 году окончила Копенгагенский университет. Во время учёбы вышла замуж за Могенса Бозерупа. В браке родилось трое детей: Бирте (род. 1937), Андерс (род. 1940) и Иван (род. 1944).
Почетный доктор экономики Копенгагенского университета.
В своих книгах она подвергала критическому рассмотрению мальтузианские теории и утверждала, что рост плотности населения ведёт к интенсификации сельского хозяйства — изменению технологий, внедрению инноваций и т. п. С её именем также связана теория «последнего рубежа обороны» — о переходе к сельскому хозяйству; ныне, как отмечает Дж. К. Скотт, «не выдерживающая критики (по крайней мере применительно к Ближнему Востоку)».
Согласно её «теории плуга», для обществ, использовавших подсечно-переложную систему земледелия, более характерно гендерное равноправие, чем для обществ, использовавших плуг и домашний скот в качестве тягловой силы. Согласно исследованию 2011 года, первопричиной сексистских представлений потомков пахотных сообществ являются скорее природно-климатические условия, более благоприятные для пахотной системы. Теория оспаривается, в частности, из-за наличия сообществ с лёгкими плугами.

## Основные произведения
- «Условия сельскохозяйственного роста» (The Conditions of Agricultural Growth: the Economics of Agricultural Change under Population Pressure, 1965);
- «Роль женщин в экономическом развитии» (Woman’s Role in Economic Development, 1970).